# Łowecz

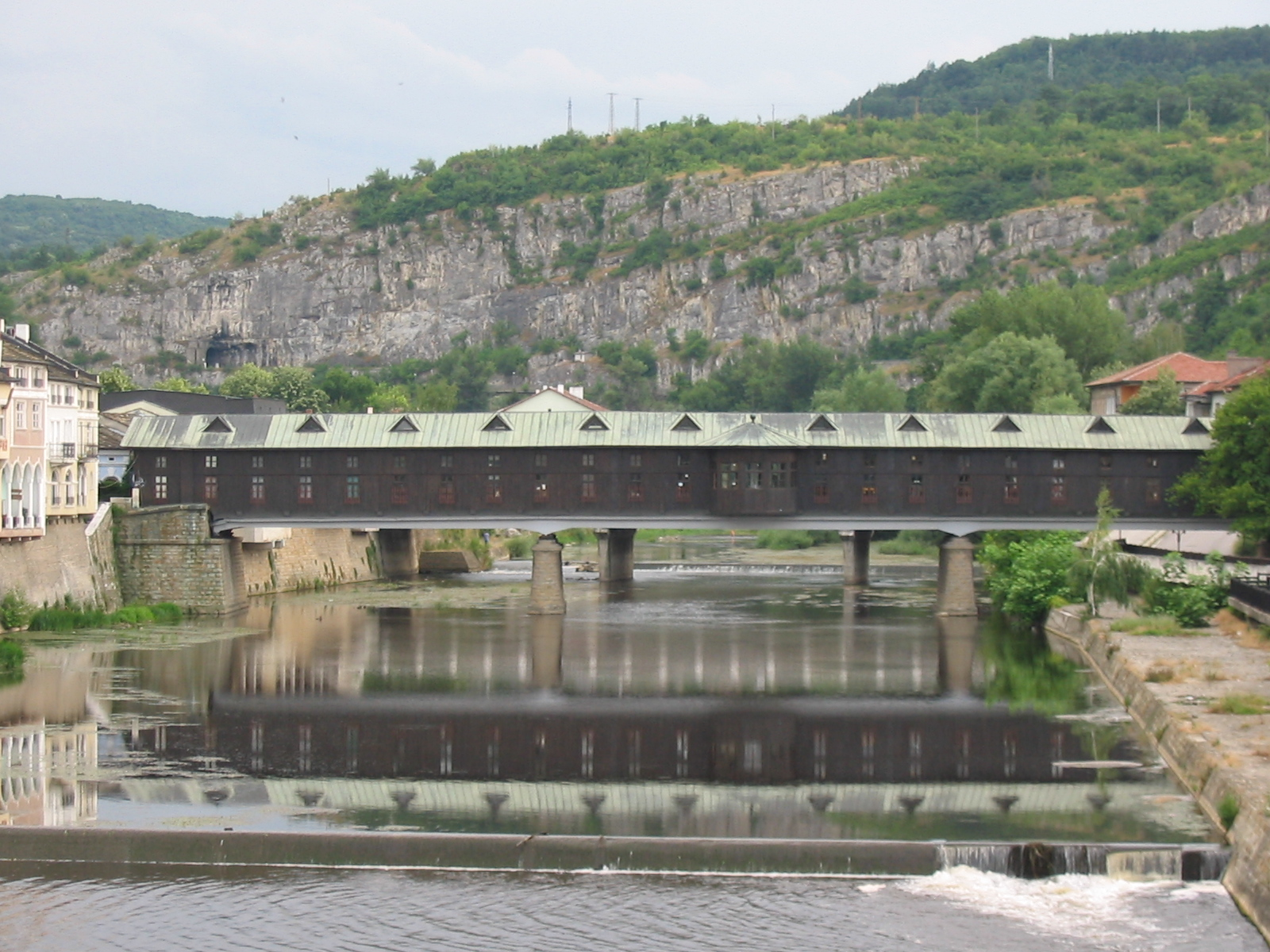
Zakryty most w Łoweczu, pod nim płynie Osym

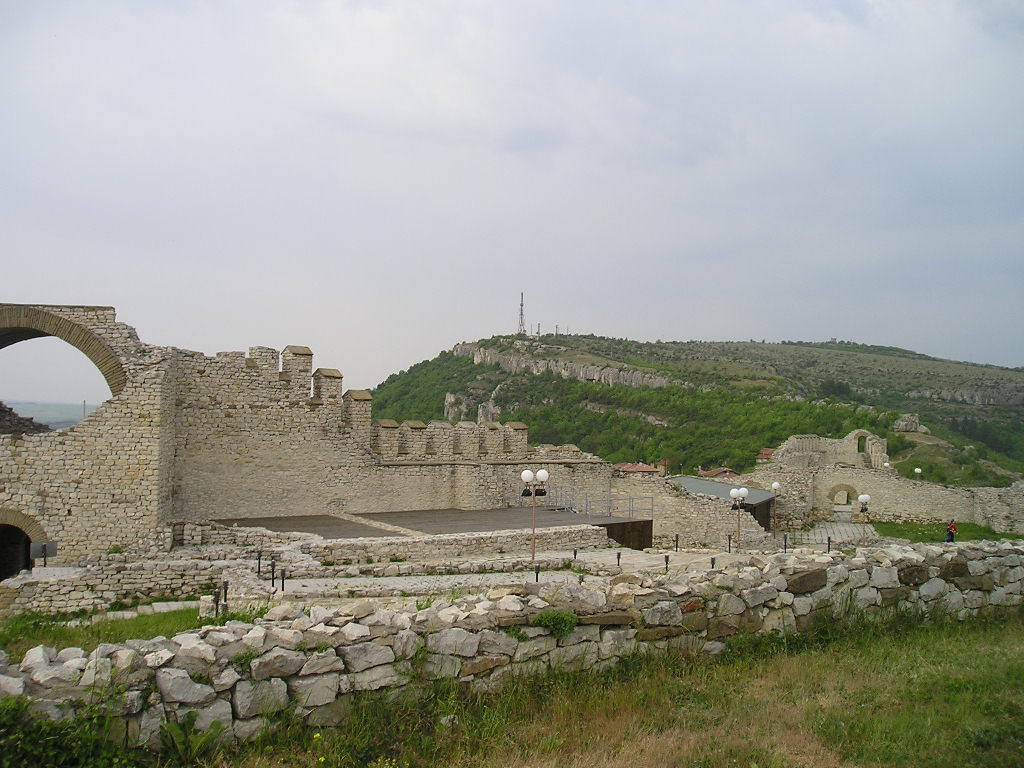
Łowecz

Łowecz (bułg. Ловеч) – miasto w północnej Bułgarii, administracyjny ośrodek obwodu Łowecz i gminy Łowecz, nad rzeką Osym (dopływ Dunaju), na przedgórzu Bałkanów. Około 40 tys. mieszkańców. Słynie z mostu „Pokritija most” („Zakryty most” – posiadał oryginalne zadaszenie, tworzące konstrukcję tunelową), zbudowanego przez ówczesnego mistrza Kola Ficzeta, bułgarskiego budowniczego z czasów zaboru osmańskiego. Most stanowił swego rodzaju „bazar”, zaopatrujący mieszkańców miasta w przedmioty użytku codziennego, ubrania i żywność. Był miejscem spotkań oraz tajnych zebrań przedstawicieli ówczesnej opozycji bułgarskiej z Wasylem Lewskim na czele, dostarczającym niemałych problemów rządzącym Turkom. Początkowo konstrukcja tunelowa mostu wykonana była z drewna, jednak po powtarzających się pożarach mostu, powodowanych przez Turków (m.in. w nocy z 2 na 3 sierpnia 1925 r.), stopniowo przebudowano most w kamieniu, zachowując przy tym jego charakterystyczny kształt. Obecnie most jest odbudowany i zrekonstruowany, stanowiąc jedną z atrakcji miasta Łowecz.
Oprócz mostu, oba brzegi miasta, tzw. nową i starą Waroszę, łączą dwa dodatkowe mosty: jeden o konstrukcji linowej, „Wyżenija most”, i jeden o konstrukcji stalowej, „Żeleznija most”. W mieście rozwinął się przemysł środków transportu, spożywczy, maszynowy, drzewny, skórzany oraz ceramiczny. Ośrodek regionu rolniczego; węzeł drogowy.
Religie
Zbór Łowecz Świadków Jehowy
Kibice sportowi znają miasto choćby z tego, że działa tu klub Liteks Łowecz.
W mieście znajduje się stacja kolejowa Łowecz.

## Galeria

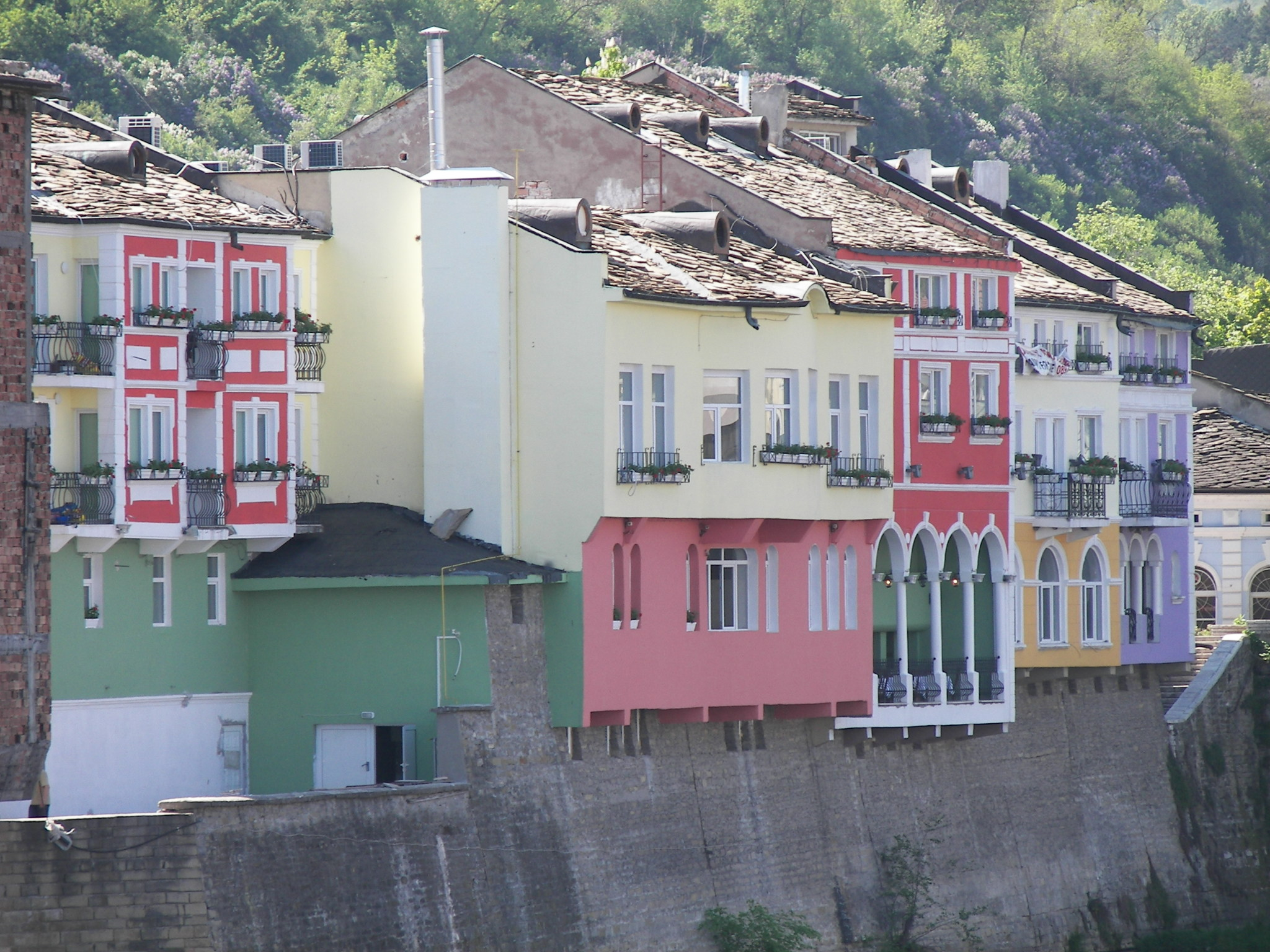
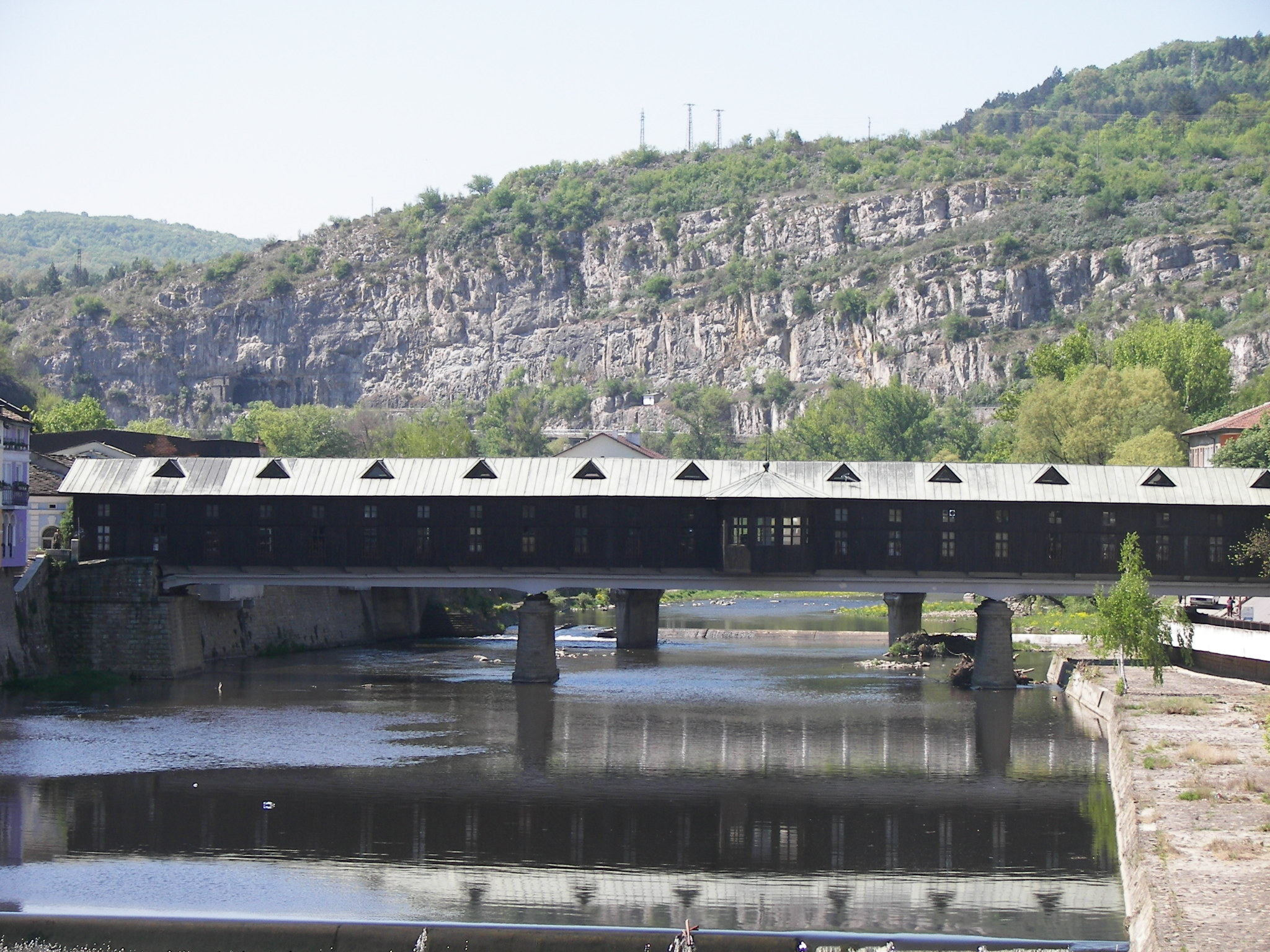
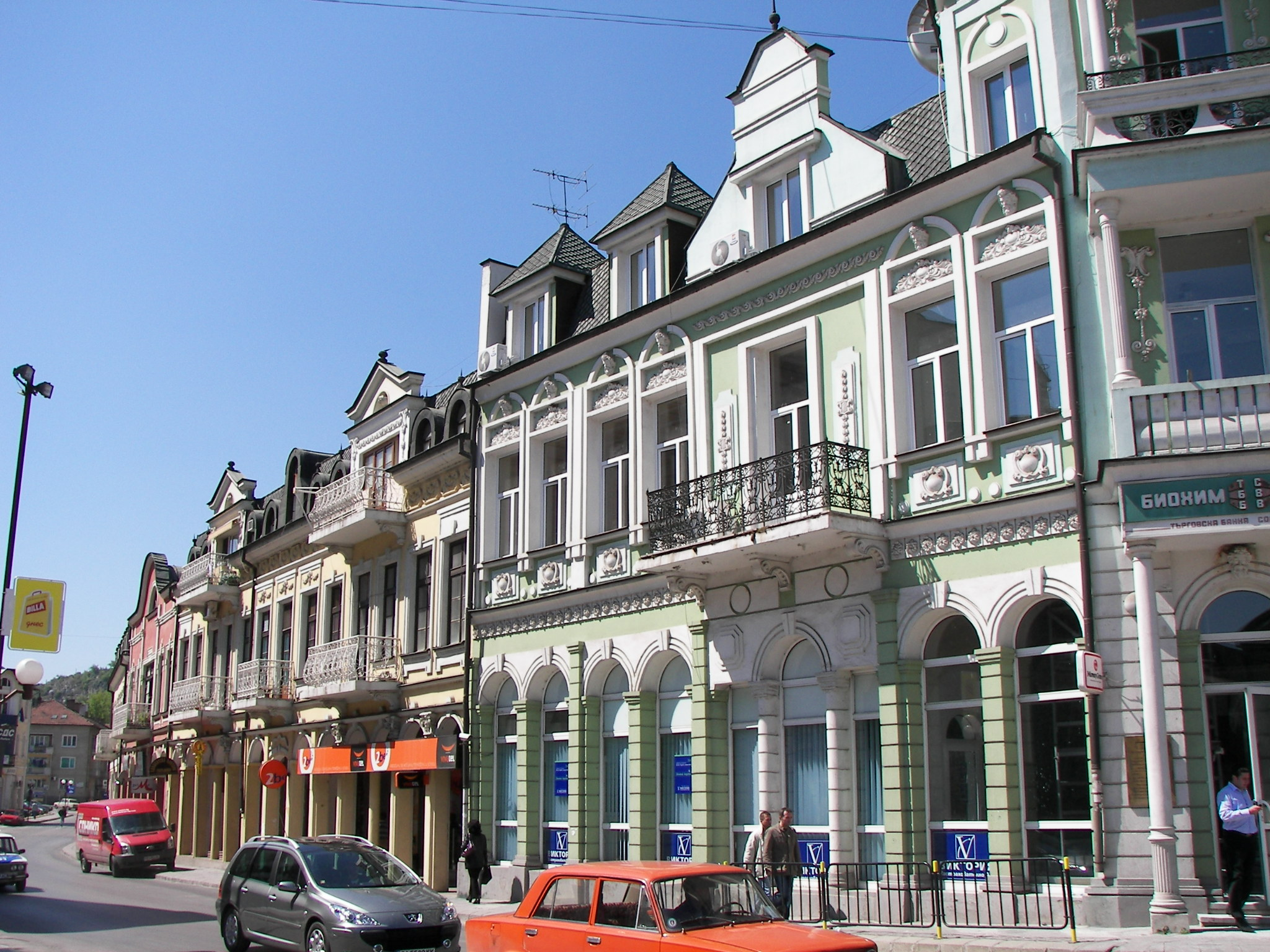
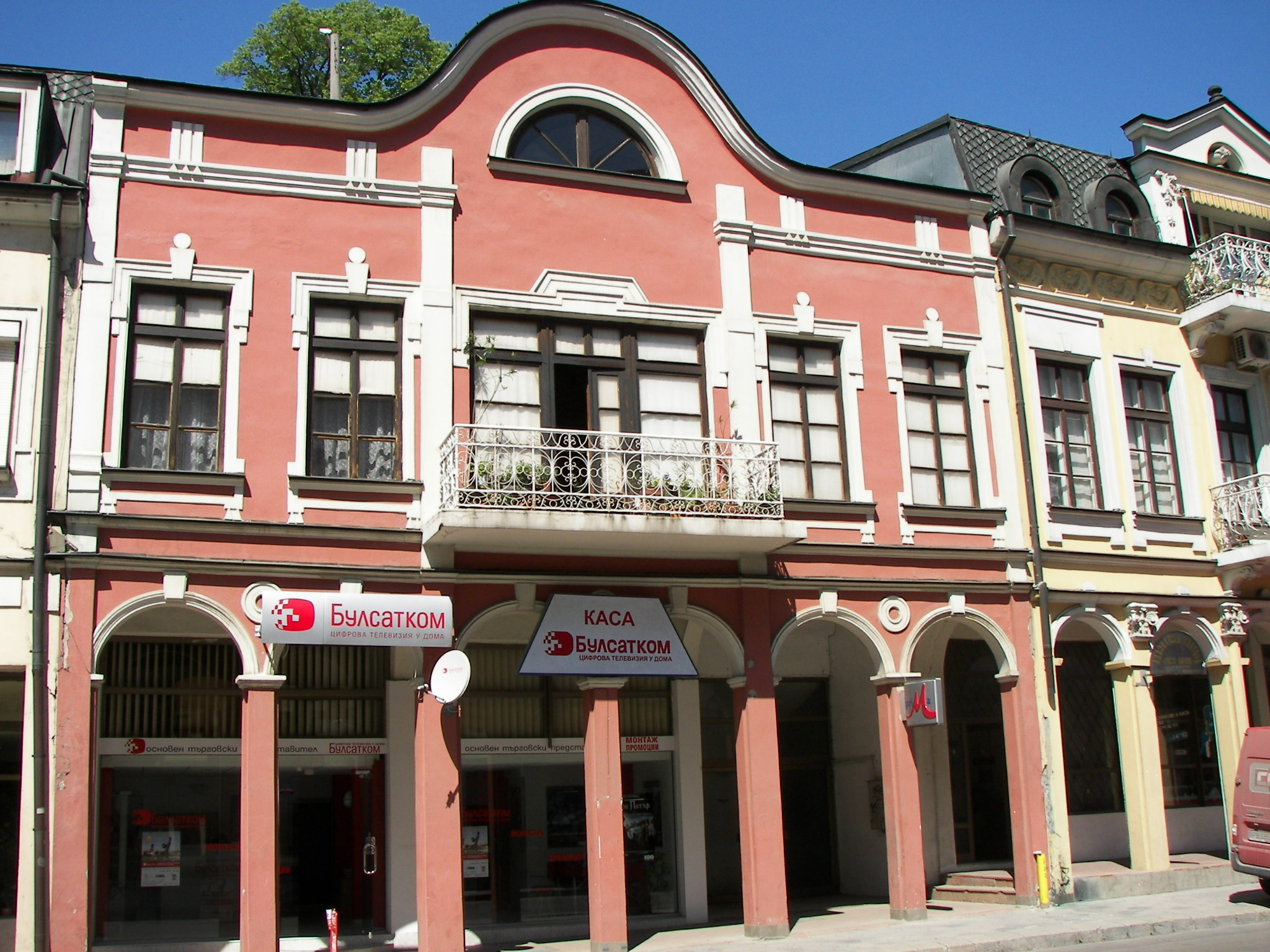
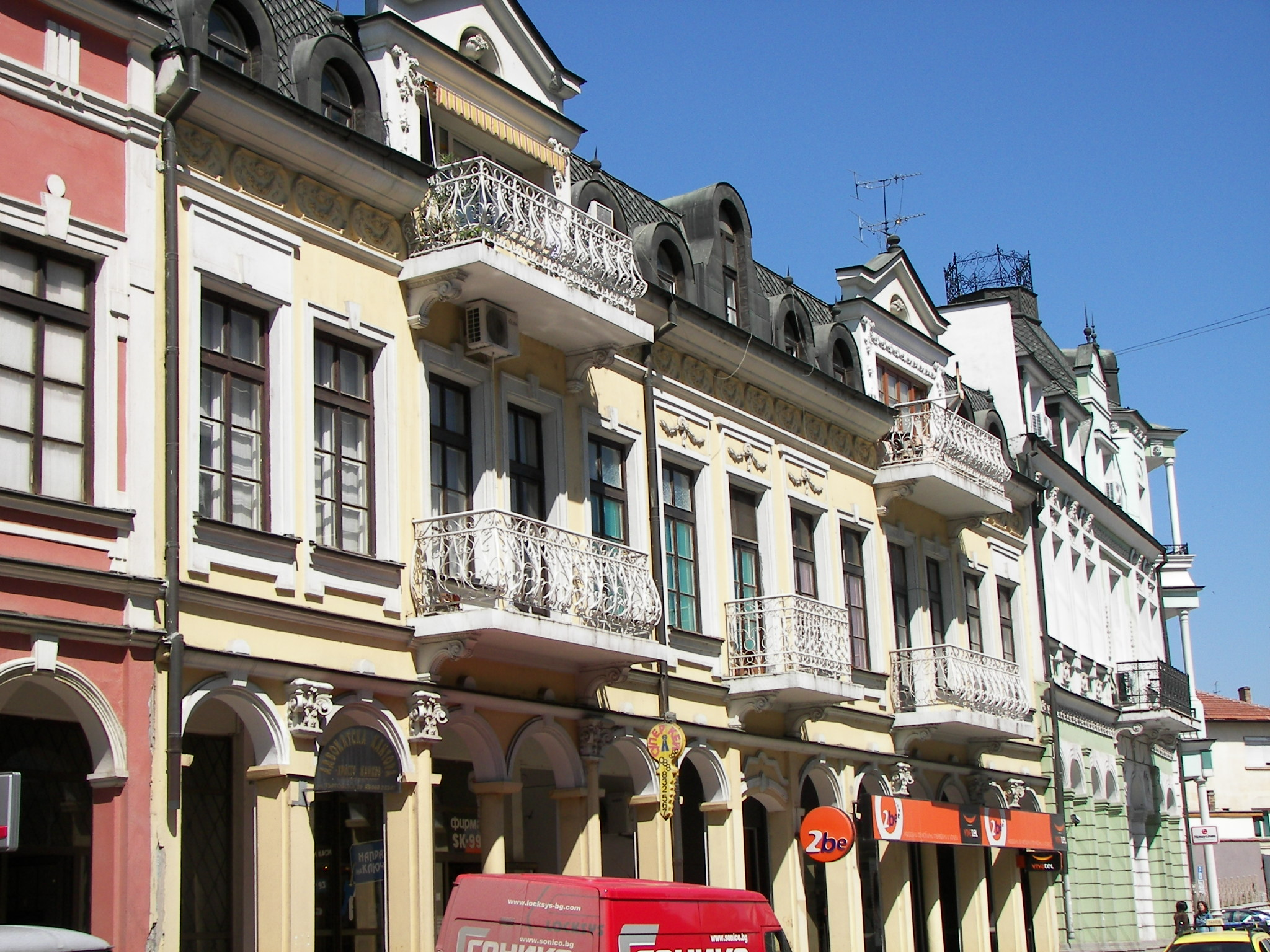

## Współpraca
- Berat
- Erfurt
- Laval
- Łotoszyno
- Kalisz[3]
- Riazań
- Syktywkar
- Valladolid
- Zasław